# The Greenhornes
The Greenhornes – amerykańska garagerockowa grupa z Cincinnati. 

## Członkowie
- Craig Fox - wokal, gitara
- Jack Lawrence - gitara basowa
- Patrick Keeler - perkusja

## Dyskografia

### Albumy
- Gun For You (1999)
- The Greenhornes (2001)
- Dual Mono (2002)
- East Grand Blues EP (2005)
- Sewed Soles (2005)

### Single
- "The End of the Night/No More" (1998)
- "Shadow of Grief/Stayed Up Last Night" (2000)
- "I Won't Take It Anymore/Lost Woman" (2002)
- "Lovin' in the Sun/Your Body Not Your Soul" (2003)